# Język lasalimu
Język lasalimu – język austronezyjski używany w prowincji Celebes Południowo-Wschodni w Indonezji (kecamatan Lasalimu, kabupaten Buton). Według danych szacunkowych z 2015 roku posługuje się nim 700 osób.
Jego użytkownicy zamieszkują pojedynczą wieś Lasalimu („Lasalimu Pantai”).
Jest wyraźnie zagrożony wymarciem. W 2015 r. odnotowano, że biegle posługują się nim osoby w wieku 40 lat i starsze. Młodsze grupy wiekowe mają ograniczoną znajomość tego języka; jest używany z silnym wpływem leksyki indonezyjskiej lub wykorzystywany jedynie biernie.
Jest używany w kontaktach domowych i w obrębie miejscowej społeczności. W roli środka komunikacji międzyetnicznej występuje język indonezyjski. Pewne znaczenie lokalne ma też język wolio, który był niegdyś nauczany w szkołach. 
W niektórych publikacjach zakłada się jego bliskie pokrewieństwo z kamaru lub wolio; czasem języki lasalimu i kamaru są klasyfikowane jako dialekty jednego języka. Z innych propozycji klasyfikacji (M. Donohue, D. Mead i Ch. Truong) wynika, że lasalimu i kamaru (oraz wolio) to przedstawiciele diametralnie różnych grup celebeskich.
Brak tradycji literackiej i ustandaryzowanej ortografii; bywa jednak zapisywany nieformalnie (w wiadomościach tekstowych). Dostępne dane nt. tego języka to m.in. pewne listy słownictwa (z XXI w. i II poł. XX w.). Pierwsze informacje nt. lasalimu zostały zebrane w 1975 r.